# Liga Colombiana de Fútbol Sala 2022-II
La Liga Colombiana de Fútbol Sala llamada por motivos de patrocinio como Liga BetPlay de Fútsal 2022-II es la vigésima (20a.) versión de la Liga Colombiana de Fútbol Sala que inició el día 2 de septiembre de 2022.

## Sistema de juego
El campeonato se jugará en cinco (5) fases:
- I Fase (Fase de grupos): Se jugará por el sistema de todos contra todos, con la particularidad que en la Liga BetPlay Fútsal FCF I-2022 se disputarán los encuentros de ida y en la Fase I (Grupos) de Liga BetPlay Fútsal FCF II-2022 se jugarán los partidos de vuelta.
- II Fase (Octavos de final): A los octavos de final avanzarán los 4 primeros equipos de cada grupo. Los enfrentamientos se darán en un ordenamiento de acuerdo a la tabla de reclasificación de la I Fase y se jugarán partidos de ida y vuelta.
- III Fase (Cuartos de final): A los cuartos de final avanzarán los 8 equipos ganadores de las llaves de octavos. Los partidos de igual manera se disputarán a ida y vuelta.
- IV Fase (Semifinal): A las semifinales avanzarán los 4 equipos ganadores de las llaves de cuartos. Los partidos de igual manera se disputarán a ida y vuelta.
- V Fase (Final): A la gran final avanzarán los 2 equipos ganadores de las llaves de semifinales. Los partidos de igual manera se disputarán a ida y vuelta.

## Novedades
Para este torneo se sumará el Barranquilla FC en reemplazo de Santa Marta Beach Soccer, al igual que el equipo samario, Barranquilla FC estará en el Grupo C.

## Equipos participantes
| Equipo                      | Departamento       | Ciudad              | Coliseo                             |
| --------------------------- | ------------------ | ------------------- | ----------------------------------- |
| Academia Central Cajicá     | Cundinamarca       | Cajicá              | Coliseo Fortaleza de Piedra         |
| Atlético Cauca              | Cauca              | Popayán             | Coliseo Tulcán                      |
| Barranquilla FC             | Atlántico          | Barranquilla        | Coliseo Sugar Baby Rojas            |
| Barranquilleros FC          | Atlántico          | Barranquilla        | Coliseo Sugar Baby Rojas            |
| C.D. Buenaventura Fútsal    | Valle del Cauca    | Buenaventura        | Coliseo Roberto Lozano Batalla      |
| C.D. Utrahuilca             | Huila              | Neiva               | Coliseo Álvaro Sánchez Silva        |
| Ciamen                      | Norte de Santander | Cúcuta              | Coliseo Toto Hernández              |
| Club Atlético Santander     | Santander          | Bucaramanga         | Coliseo Bicentenario                |
| Club Baby Soccer            | Tolima             | Chaparral           | Coliseo Municipal de Chaparral      |
| Club D'Martín FC            | Cundinamarca       | Madrid              | Coliseo Cubierto de Madrid          |
| Club Inter                  | Cundinamarca       | Soacha              | Coliseo León XIII                   |
| Club Lyon de Cali           | Valle del Cauca    | Cali                | Coliseo Mariano Ramos               |
| Club Sabaneros FC           | Sucre              | Sincelejo           | Polideportivo de Las Delicias       |
| Deportivo Meta              | Meta               | Villavicencio       | Coliseo Universidad de los Llanos   |
| Deportivo Sanpas            | Boyacá             | Villa de Leyva      | Coliseo Municipal de Villa de Leyva |
| El Carmen del Viboral       | Antioquia          | Rionegro            | Coliseo Rubén Darío Quintero        |
| Es Fútsal                   | Risaralda          | Dosquebradas        | Coliseo de Dosquebradas             |
| Estrellas del Deporte       | Norte de Santander | Cúcuta              | Coliseo Toto Hernández              |
| Fundación Inter Cartagena   | Bolívar            | Cartagena de Indias | Coliseo Northon Madrid              |
| Fútsal Rionegro             | Antioquia          | Rionegro            | Coliseo El Cielo                    |
| Gremio Samario              | Magdalena          | Santa Marta         | Coliseo del Buen Vivir              |
| ICSIN                       | Valle del Cauca    | Yumbo               | Coliseo Carlos Alberto Bejarano     |
| Independiente Barranquilla  | Atlántico          | Barranquilla        | Coliseo Sugar Baby Rojas            |
| Leones de Nariño            | Nariño             | Pasto               | Coliseo Sergio Antonio Ruano        |
| Leones FC                   | Antioquia          | Itagüí              | Coliseo El Cubo                     |
| Bello Real Antioquia        | Antioquia          | Bello               | Coliseo Tulio Ospina                |
| Saeta                       | Bogotá             | Bogotá              | Coliseo Cayetano Cañizares          |
| Sport Team Club             | Bogotá             | Bogotá              | Coliseo Cayetano Cañizares          |
| Tigres del Quindío          | Quindío            | Armenia             | Coliseo del Café Coliseo del Sur    |
| Universidad de Manizales    | Caldas             | Manizales           | Coliseo Jorge Arango Uribe          |
| Universidad Sergio Arboleda | Bogotá             | Bogotá              | Coliseo Cayetano Cañizares          |
| UTS - Siempre Santander     | Santander          | Bucaramanga         | Coliseo Bicentenario                |

## Fase de grupos
Los equipos se dividen en 4 grupos de 8 equipos agrupados según su ubicación geográfica. Los equipos jugarán una rueda de todos contra todos
Los grupos están divididos de la siguiente manera:
|  | Clasificados a octavos de final. |
|  | Eliminados.                      |

### Grupo A
| Pos | Equipos               | PTS | PG | PE | PP | PJ | GF | GC | Dif. |
| --- | --------------------- | --- | -- | -- | -- | -- | -- | -- | ---- |
| 1.  | Estrellas del Deporte | 17  | 5  | 2  | 0  | 7  | 29 | 15 | 14   |
| 2.  | Futsal Rionegro       | 16  | 5  | 1  | 1  | 7  | 30 | 16 | 14   |
| 3.  | El Carmen del Viboral | 16  | 5  | 1  | 1  | 7  | 31 | 19 | 12   |
| 4.  | Real Antioquia        | 15  | 5  | 0  | 2  | 7  | 27 | 15 | 12   |
| 5.  | Ciamen                | 6   | 2  | 0  | 5  | 7  | 21 | 31 | -10  |
| 6.  | Leones FC             | 5   | 1  | 2  | 4  | 7  | 22 | 24 | -2   |
| 7.  | Deportivo Sanpas      | 2   | 0  | 2  | 5  | 7  | 14 | 32 | -18  |
| 8.  | Club Inter            | 2   | 0  | 2  | 5  | 7  | 6  | 28 | -22  |

| Fecha 1        | Fecha 1   | Fecha 1               | Fecha 1                | Fecha 1         | Fecha 1 | Fecha 1         |
| Local          | Resultado | Visitante             | Lugar                  | Fecha           | Hora    | Transmisión     |
| -------------- | --------- | --------------------- | ---------------------- | --------------- | ------- | --------------- |
| Club Inter     | 0 : 6     | Futsal Rionegro       | Coliseo León XIII      | 3 de septiembre | 15:00   | Sin transmisión |
| Leones FC      | 4 : 5     | El Carmen del Viboral | Coliseo El Cubo        | 3 de septiembre | 18:00   | Sin transmisión |
| Ciamen         | 3 : 5     | Estrellas del Deporte | Coliseo Toto Hernández | 4 de septiembre | 20:00   | Sin transmisión |
| Real Antioquia | 5 : 2     | Deportivo Sanpas      | Coliseo Tulio Ospina   | 17 de octubre   | 10:15   | Win Sports+     |

| Fecha 2               | Fecha 2   | Fecha 2               | Fecha 2                             | Fecha 2          | Fecha 2 | Fecha 2         |
| Local                 | Resultado | Visitante             | Lugar                               | Fecha            | Hora    | Transmisión     |
| --------------------- | --------- | --------------------- | ----------------------------------- | ---------------- | ------- | --------------- |
| Estrellas del Deporte | 3 : 0     | Club Inter            | Coliseo Toto Hernández              | 9 de septiembre  | 19:30   | Sin transmisión |
| Deportivo Sanpas      | 2 : 4     | El Carmen del Viboral | Coliseo Municipal de Villa de Leyva | 9 de septiembre  | 20:00   | Sin transmisión |
| Futsal Rionegro       | 3 : 2     | Real Antioquia        | Coliseo El Cielo                    | 10 de septiembre | 20:00   | Sin transmisión |
| Leones FC             | 5 : 2     | Ciamen                | Coliseo El Cubo                     | 11 de septiembre | 10:45   | Win Sports+     |

| Fecha 3         | Fecha 3   | Fecha 3               | Fecha 3                                                             | Fecha 3                                                             | Fecha 3                                                             | Fecha 3                                                             |
| Local           | Resultado | Visitante             | Lugar                                                               | Fecha                                                               | Hora                                                                | Transmisión                                                         |
| --------------- | --------- | --------------------- | ------------------------------------------------------------------- | ------------------------------------------------------------------- | ------------------------------------------------------------------- | ------------------------------------------------------------------- |
| Club Inter      | 2 : 2     | Leones FC             | Coliseo León XIII                                                   | 17 de septiembre                                                    | 18:00                                                               | Sin transmisión                                                     |
| Futsal Rionegro | 7 : 0     | Deportivo Sanpas      | Coliseo El Cielo                                                    | 17 de septiembre                                                    | 19:00                                                               | Sin transmisión                                                     |
| Ciamen          | 3 : 5     | El Carmen del Viboral | Coliseo Toto Hernández                                              | 18 de septiembre                                                    | 14:00                                                               | Sin transmisión                                                     |
| Real Antioquia  | 0 : 3     | Estrellas del Deporte | Real Antioquia perdió por W.O. debido a que no había una ambulancia | Real Antioquia perdió por W.O. debido a que no había una ambulancia | Real Antioquia perdió por W.O. debido a que no había una ambulancia | Real Antioquia perdió por W.O. debido a que no había una ambulancia |

| Fecha 4               | Fecha 4   | Fecha 4         | Fecha 4                             | Fecha 4          | Fecha 4 | Fecha 4         |
| Local                 | Resultado | Visitante       | Lugar                               | Fecha            | Hora    | Transmisión     |
| --------------------- | --------- | --------------- | ----------------------------------- | ---------------- | ------- | --------------- |
| Leones FC             | 1 : 2     | Real Antioquia  | Coliseo El Cubo                     | 23 de septiembre | 19:00   | Sin transmisión |
| Deportivo Sanpas      | 2 : 3     | Ciamen          | Coliseo Municipal de Villa de Leyva | 23 de septiembre | 20:00   | Sin transmisión |
| El Carmen del Viboral | 7 : 1     | Club Inter      | Coliseo Ruben Darío Quintero        | 23 de septiembre | 20:00   | Sin transmisión |
| Estrellas del Deporte | 3 : 3     | Futsal Rionegro | Coliseo Toto Hernández              | 25 de septiembre | 18:00   | Sin transmisión |

| Fecha 5               | Fecha 5   | Fecha 5               | Fecha 5                | Fecha 5          | Fecha 5 | Fecha 5         |
| Local                 | Resultado | Visitante             | Lugar                  | Fecha            | Hora    | Transmisión     |
| --------------------- | --------- | --------------------- | ---------------------- | ---------------- | ------- | --------------- |
| Estrellas del Deporte | 7 : 2     | Deportivo Sanpas      | Coliseo Toto Hernández | 30 de septiembre | 20:15   | Sin transmisión |
| Club Inter            | 0 : 3     | Ciamen                | Coliseo León XIII      | 1 de octubre     | 16:00   | Sin transmisión |
| Real Antioquia        | 4 : 2     | El Carmen del Viboral | Coliseo Tulio Ospina   | 1 de octubre     | 20:00   | Sin transmisión |
| Futsal Rionegro       | 3 : 1     | Leones FC             | Coliseo El Cielo       | 5 de octubre     | 20:00   | Win Sports      |

| Fecha 6               | Fecha 6   | Fecha 6               | Fecha 6                          | Fecha 6       | Fecha 6 | Fecha 6         |
| Local                 | Resultado | Visitante             | Lugar                            | Fecha         | Hora    | Transmisión     |
| --------------------- | --------- | --------------------- | -------------------------------- | ------------- | ------- | --------------- |
| Club Inter            | 1 : 1     | Deportivo Sanpas      | Coliseo León XIII                | 8 de octubre  | 16:00   | Sin transmisión |
| Leones FC             | 4 : 5     | Estrellas del Deporte | Coliseo El Cubo                  | 8 de octubre  | 18:00   | Sin transmisión |
| Ciamen                | 2 : 8     | Real Antioquia        | Coliseo Toto Hernández           | 9 de octubre  | 15:00   | Sin transmisión |
| El Carmen del Viboral | 5 : 2     | Futsal Rionegro       | Coliseo de El Carmen del Viboral | 15 de octubre | 20:00   | Sin transmisión |

| Fecha 7               | Fecha 7   | Fecha 7               | Fecha 7                             | Fecha 7       | Fecha 7 | Fecha 7         |
| Local                 | Resultado | Visitante             | Lugar                               | Fecha         | Hora    | Transmisión     |
| --------------------- | --------- | --------------------- | ----------------------------------- | ------------- | ------- | --------------- |
| Estrellas del Deporte | 3 : 3     | El Carmen del Viboral | Coliseo Toto Hernández              | 21 de octubre | 19:30   | Sin transmisión |
| Deportivo Sanpas      | 5 : 5     | Leones FC             | Coliseo Municipal de Villa de Leyva | 21 de octubre | 20:00   | Sin transmisión |
| Real Antioquia        | 6 : 2     | Club Inter            | Coliseo Tulio Ospina                | 22 de octubre | 16:00   | Sin transmisión |
| Futsal Rionegro       | 6 : 5     | Ciamen                | Coliseo El Cielo                    | 22 de octubre | 20:00   | Sin transmisión |

### Grupo B
| Pos | Equipos                     | PTS | PG | PE | PP | PJ | GF | GC | Dif. |
| --- | --------------------------- | --- | -- | -- | -- | -- | -- | -- | ---- |
| 1.  | C.D. Utrahuilca             | 18  | 6  | 0  | 1  | 7  | 30 | 17 | 13   |
| 2.  | Sport Team Club             | 16  | 5  | 1  | 1  | 7  | 30 | 20 | 10   |
| 3.  | Saeta                       | 15  | 5  | 0  | 2  | 7  | 34 | 16 | 18   |
| 4.  | Universidad Sergio Arboleda | 10  | 3  | 1  | 3  | 7  | 23 | 17 | 6    |
| 5.  | Deportivo Meta              | 7   | 2  | 1  | 4  | 7  | 20 | 25 | -5   |
| 6.  | Club Baby Soccer            | 7   | 2  | 1  | 4  | 7  | 18 | 31 | -13  |
| 7.  | Club D'Martín FC            | 6   | 2  | 0  | 5  | 7  | 17 | 29 | -12  |
| 8.  | Academia Central Cajicá     | 3   | 1  | 0  | 6  | 7  | 19 | 36 | -17  |

| Fecha 1            | Fecha 1   | Fecha 1          | Fecha 1                        | Fecha 1          | Fecha 1 | Fecha 1         |
| Local              | Resultado | Visitante        | Lugar                          | Fecha            | Hora    | Transmisión     |
| ------------------ | --------- | ---------------- | ------------------------------ | ---------------- | ------- | --------------- |
| C.D. Utrahuilca    | 4 : 2     | Club D'Martín FC | Coliseo Álvaro Sánchez Silva   | 2 de septiembre  | 15:00   | Sin transmisión |
| Club Baby Soccer   | 3 : 3     | Deportivo Meta   | Coliseo Municipal de Chaparral | 3 de septiembre  | 17:00   | Sin transmisión |
| U. Sergio Arboleda | 1 : 3     | Saeta            | Coliseo Cayetano Cañizares     | 4 de septiembre  | 10:45   | Win Sports+     |
| Cajicá             | 3 : 5     | Sport Team Club  | Coliseo Fortaleza de Piedra    | 11 de septiembre | 14:00   | Sin transmisión |

| Fecha 2          | Fecha 2   | Fecha 2            | Fecha 2                    | Fecha 2          | Fecha 2 | Fecha 2         |
| Local            | Resultado | Visitante          | Lugar                      | Fecha            | Hora    | Transmisión     |
| ---------------- | --------- | ------------------ | -------------------------- | ---------------- | ------- | --------------- |
| Sport Team Club  | 3 : 5     | C.D. Utrahuilca    | Coliseo Cayetano Cañizares | 9 de septiembre  | 16:30   | Sin transmisión |
| Saeta            | 8 : 1     | Cajicá             | Coliseo Cayetano Cañizares | 9 de septiembre  | 20:00   | Sin transmisión |
| Club D'Martín FC | 4 : 6     | Club Baby Soccer   | Coliseo Cubierto de Madrid | 10 de septiembre | 18:00   | Sin transmisión |
| Deportivo Meta   | 2 : 8     | U. Sergio Arboleda | Universidad de los Llanos  | 11 de septiembre | 19:10   | Sin transmisión |

| Fecha 3          | Fecha 3   | Fecha 3            | Fecha 3                        | Fecha 3          | Fecha 3 | Fecha 3         |
| Local            | Resultado | Visitante          | Lugar                          | Fecha            | Hora    | Transmisión     |
| ---------------- | --------- | ------------------ | ------------------------------ | ---------------- | ------- | --------------- |
| Club Baby Soccer | 1 : 5     | Sport Team Club    | Coliseo Municipal de Chaparral | 17 de septiembre | 17:00   | Sin transmisión |
| Cajicá           | 4 : 3     | U. Sergio Arboleda | Coliseo Fortaleza de Piedra    | 18 de septiembre | 10:00   | Sin transmisión |
| C.D. Utrahuilca  | 2 : 5     | Saeta              | Coliseo Álvaro Sánchez Silva   | 18 de septiembre | 15:00   | Sin transmisión |
| Club D'Martín FC | 2 : 1     | Deportivo Meta     | Coliseo Cubierto de Madrid     | 18 de septiembre | 18:00   | Sin transmisión |

| Fecha 4            | Fecha 4   | Fecha 4          | Fecha 4                    | Fecha 4          | Fecha 4 | Fecha 4         |
| Local              | Resultado | Visitante        | Lugar                      | Fecha            | Hora    | Transmisión     |
| ------------------ | --------- | ---------------- | -------------------------- | ---------------- | ------- | --------------- |
| Saeta              | 5 : 1     | Club Baby Soccer | Coliseo Cayetano Cañizares | 24 de septiembre | 16:00   | Sin transmisión |
| U. Sergio Arboleda | 1 : 3     | C.D. Utrahuilca  | Coliseo Cayetano Cañizares | 24 de septiembre | 20:30   | Sin transmisión |
| Sport Team Club    | 4 : 0     | Club D'Martín FC | Coliseo Cayetano Cañizares | 25 de septiembre | 9:30    | Sin transmisión |
| Deportivo Meta     | 4 : 1     | Cajicá           | Universidad de los Llanos  | 15 de octubre    | 19:10   | Sin transmisión |

| Fecha 5          | Fecha 5   | Fecha 5            | Fecha 5                        | Fecha 5          | Fecha 5 | Fecha 5         |
| Local            | Resultado | Visitante          | Lugar                          | Fecha            | Hora    | Transmisión     |
| ---------------- | --------- | ------------------ | ------------------------------ | ---------------- | ------- | --------------- |
| C.D. Utrahuilca  | 6 : 2     | Cajicá             | Coliseo Álvaro Sánchez Silva   | 30 de septiembre | 15:00   | Sin transmisión |
| Club D'Martín FC | 4 : 8     | Saeta              | Coliseo Cubierto de Madrid     | 1 de octubre     | 16:00   | Sin transmisión |
| Club Baby Soccer | 1 : 4     | U. Sergio Arboleda | Coliseo Municipal de Chaparral | 2 de octubre     | 14:00   | Sin transmisión |
| Sport Team Club  | 5 : 4     | Deportivo Meta     | Coliseo Cayetano Cañizares     | 17 de octubre    | 9:30    | Sin transmisión |

| Fecha 6            | Fecha 6   | Fecha 6          | Fecha 6                      | Fecha 6       | Fecha 6 | Fecha 6         |
| Local              | Resultado | Visitante        | Lugar                        | Fecha         | Hora    | Transmisión     |
| ------------------ | --------- | ---------------- | ---------------------------- | ------------- | ------- | --------------- |
| C.D. Utrahuilca    | 4 : 3     | Deportivo Meta   | Coliseo Álvaro Sánchez Silva | 7 de octubre  | 15:00   | Sin transmisión |
| Cajicá             | 4 : 5     | Club Baby Soccer | Coliseo Fortaleza de Piedra  | 9 de octubre  | 10:00   | Sin transmisión |
| Saeta              | 3 : 4     | Sport Team Club  | Coliseo Cayetano Cañizares   | 9 de octubre  | 11:20   | Win Sports+     |
| U. Sergio Arboleda | 2 : 0     | Club D'Martín FC | Coliseo Cayetano Cañizares   | 15 de octubre | 20:30   | Sin transmisión |

| Fecha 7          | Fecha 7   | Fecha 7            | Fecha 7                        | Fecha 7       | Fecha 7 | Fecha 7         |
| Local            | Resultado | Visitante          | Lugar                          | Fecha         | Hora    | Transmisión     |
| ---------------- | --------- | ------------------ | ------------------------------ | ------------- | ------- | --------------- |
| Deportivo Meta   | 3 : 2     | Saeta              | Universidad de los Llanos      | 21 de octubre | 19:10   | Sin transmisión |
| Club D'Martín FC | 5 : 4     | Cajicá             | Coliseo Cubierto de Madrid     | 21 de octubre | 19:30   | Sin transmisión |
| Club Baby Soccer | 1 : 6     | C.D. Utrahuilca    | Coliseo Municipal de Chaparral | 22 de octubre | 15:00   | Sin transmisión |
| Sport Team Club  | 4 : 4     | U. Sergio Arboleda | Coliseo Cayetano Cañizares     | 22 de octubre | 15:00   | Sin transmisión |

### Grupo C
| Pos | Equipos                    | PTS | PG | PE | PP | PJ | GF | GC | Dif. |
| --- | -------------------------- | --- | -- | -- | -- | -- | -- | -- | ---- |
| 1.  | Barranquilleros FC         | 17  | 5  | 2  | 0  | 7  | 32 | 11 | 21   |
| 2.  | Club Sabaneros FC          | 16  | 5  | 1  | 1  | 7  | 30 | 16 | 14   |
| 3.  | Gremio Samario             | 12  | 4  | 0  | 3  | 7  | 24 | 28 | -4   |
| 4.  | Independiente Barranquilla | 11  | 3  | 2  | 2  | 7  | 27 | 23 | 4    |
| 5.  | UTS - Siempre Santander    | 9   | 3  | 0  | 4  | 7  | 28 | 31 | -3   |
| 6.  | Fundación Inter Cartagena  | 9   | 3  | 0  | 4  | 7  | 19 | 26 | -7   |
| 7.  | Barranquilla FC            | 7   | 2  | 1  | 4  | 7  | 18 | 25 | -7   |
| 8.  | Club Atlético Santander    | 0   | 0  | 0  | 7  | 7  | 15 | 33 | -18  |

| Fecha 1                 | Fecha 1   | Fecha 1           | Fecha 1                  | Fecha 1         | Fecha 1 | Fecha 1         |
| Local                   | Resultado | Visitante         | Lugar                    | Fecha           | Hora    | Transmisión     |
| ----------------------- | --------- | ----------------- | ------------------------ | --------------- | ------- | --------------- |
| Barranquilleros FC      | 4 : 1     | UTS               | Coliseo Sugar Baby Rojas | 4 de septiembre | 11:00   | Sin transmisión |
| Fundación Inter CTG     | 0 : 2     | Ind Barranquilla  | Coliseo Northon Madrid   | 4 de septiembre | 14:30   | Sin transmisión |
| Club Atlético Santander | 3 : 5     | Club Sabaneros FC | Coliseo Bicentenario     | 4 de septiembre | 19:00   | Sin transmisión |
| Barranquilla FC         | 5 : 2     | Gremio Samario    | Coliseo Sugar Baby Rojas | 15 de octubre   | 18:00   | Sin transmisión |

| Fecha 2                | Fecha 2   | Fecha 2                 | Fecha 2                       | Fecha 2          | Fecha 2 | Fecha 2         |
| Local                  | Resultado | Visitante               | Lugar                         | Fecha            | Hora    | Transmisión     |
| ---------------------- | --------- | ----------------------- | ----------------------------- | ---------------- | ------- | --------------- |
| Independiente B/quilla | 4 : 4     | Barranquilla FC         | Coliseo Sugar Baby Rojas      | 9 de septiembre  | 19:30   | Sin transmisión |
| UTS                    | 2 : 3     | Fundación Inter CTG     | Coliseo Bicentenario          | 10 de septiembre | 19:00   | Sin transmisión |
| Club Sabaneros FC      | 3 : 3     | Barranquilleros FC      | Polideportivo de Las Delicias | 10 de septiembre | 19:30   | Sin transmisión |
| Gremio Samario         | 4 : 3     | Club Atlético Santander | Coliseo del Buen Vivir        | 11 de septiembre | 15:00   | Sin transmisión |

| Fecha 3                 | Fecha 3   | Fecha 3             | Fecha 3                       | Fecha 3          | Fecha 3 | Fecha 3         |
| Local                   | Resultado | Visitante           | Lugar                         | Fecha            | Hora    | Transmisión     |
| ----------------------- | --------- | ------------------- | ----------------------------- | ---------------- | ------- | --------------- |
| Barranquilla FC         | 2 : 4     | Fundación Inter CTG | Coliseo Sugar Baby Rojas      | 16 de septiembre | 19:30   | Sin transmisión |
| Barranquilleros FC      | 5 : 2     | Gremio Samario      | Coliseo Sugar Baby Rojas      | 18 de septiembre | 11:15   | Win Sports+     |
| Club Sabaneros FC       | 8 : 3     | UTS                 | Polideportivo de Las Delicias | 18 de septiembre | 15:30   | Sin transmisión |
| Club Atlético Santander | 1 : 4     | Ind Barranquilla    | Coliseo Bicentenario          | 17 de octubre    | 15:00   | Sin transmisión |

| Fecha 4                | Fecha 4   | Fecha 4                 | Fecha 4                  | Fecha 4          | Fecha 4 | Fecha 4         |
| Local                  | Resultado | Visitante               | Lugar                    | Fecha            | Hora    | Transmisión     |
| ---------------------- | --------- | ----------------------- | ------------------------ | ---------------- | ------- | --------------- |
| UTS                    | 7 : 4     | Barranquilla FC         | Coliseo Bicentenario     | 23 de septiembre | 19:30   | Sin transmisión |
| Independiente B/quilla | 4 : 4     | Barranquilleros FC      | Coliseo Sugar Baby Rojas | 23 de septiembre | 19:30   | Sin transmisión |
| Gremio Samario         | 2 : 1     | Club Sabaneros FC       | Coliseo del Buen Vivir   | 23 de septiembre | 20:00   | Sin transmisión |
| Fundación Inter CTG    | 5 : 3     | Club Atlético Santander | Coliseo Northon Madrid   | 25 de septiembre | 14:15   | Sin transmisión |

| Fecha 5                 | Fecha 5   | Fecha 5                | Fecha 5                       | Fecha 5          | Fecha 5 | Fecha 5         |
| Local                   | Resultado | Visitante              | Lugar                         | Fecha            | Hora    | Transmisión     |
| ----------------------- | --------- | ---------------------- | ----------------------------- | ---------------- | ------- | --------------- |
| Barranquilleros FC      | 6 : 0     | Fundación Inter CTG    | Coliseo Sugar Baby Rojas      | 30 de septiembre | 19:15   | Sin transmisión |
| Club Sabaneros FC       | 4 : 2     | Independiente B/quilla | Polideportivo de Las Delicias | 30 de septiembre | 19:30   | Sin transmisión |
| Club Atlético Santander | 1 : 2     | Barranquilla FC        | Coliseo Bicentenario          | 30 de septiembre | 20:00   | Sin transmisión |
| Gremio Samario          | 5 : 2     | UTS                    | Coliseo del Buen Vivir        | 30 de septiembre | 20:10   | Sin transmisión |

| Fecha 6                 | Fecha 6   | Fecha 6            | Fecha 6                  | Fecha 6       | Fecha 6 | Fecha 6         |
| Local                   | Resultado | Visitante          | Lugar                    | Fecha         | Hora    | Transmisión     |
| ----------------------- | --------- | ------------------ | ------------------------ | ------------- | ------- | --------------- |
| Fundación Inter CTG     | 2 : 4     | Club Sabaneros FC  | Coliseo Northon Madrid   | 8 de octubre  | 16:00   | Sin transmisión |
| Club Atlético Santander | 3 : 5     | UTS                | Coliseo Bicentenario     | 9 de octubre  | 19:00   | Sin transmisión |
| Barranquilla FC         | 0 : 2     | Barranquilleros FC | Coliseo Sugar Baby Rojas | 10 de octubre | 19:30   | Sin transmisión |
| Ind Barranquilla        | 7 : 2     | Gremio Samario     | Coliseo Sugar Baby Rojas | 11 de octubre | 19:00   | Sin transmisión |

| Fecha 7            | Fecha 7   | Fecha 7                 | Fecha 7                       | Fecha 7       | Fecha 7 | Fecha 7         |
| Local              | Resultado | Visitante               | Lugar                         | Fecha         | Hora    | Transmisión     |
| ------------------ | --------- | ----------------------- | ----------------------------- | ------------- | ------- | --------------- |
| UTS                | 8 : 4     | Independiente B/quilla  | Coliseo Bicentenario          | 21 de octubre | 19:00   | Sin transmisión |
| Barranquilleros FC | 8 : 1     | Club Atlético Santander | Coliseo Sugar Baby Rojas      | 21 de octubre | 19:15   | Sin transmisión |
| Club Sabaneros FC  | 5 : 1     | Barranquilla FC         | Polideportivo de Las Delicias | 22 de octubre | 10:00   | Sin transmisión |
| Gremio Samario     | 7 : 5     | Fundación Inter CTG     | Coliseo del Buen Vivir        | 22 de octubre | 10:00   | Win Sports+     |

### Grupo D
| Pos | Equipos                  | PTS | PG | PE | PP | PJ | GF | GC | Dif. |
| --- | ------------------------ | --- | -- | -- | -- | -- | -- | -- | ---- |
| 1.  | Leones de Nariño         | 17  | 5  | 2  | 0  | 7  | 41 | 24 | 17   |
| 2.  | ICSIN                    | 16  | 5  | 1  | 1  | 7  | 35 | 25 | 10   |
| 3.  | Universidad de Manizales | 14  | 4  | 2  | 1  | 7  | 39 | 18 | 21   |
| 4.  | Club Lyon de Cali        | 12  | 3  | 3  | 1  | 7  | 26 | 14 | 12   |
| 5.  | Tigres del Quindío       | 10  | 3  | 1  | 3  | 7  | 22 | 25 | -3   |
| 6.  | Atlético Cauca           | 5   | 1  | 2  | 4  | 7  | 16 | 27 | -11  |
| 7.  | C.D. Buenaventura Fútsal | 4   | 1  | 1  | 5  | 7  | 20 | 41 | -21  |
| 8.  | Es Fútsal                | 0   | 0  | 0  | 7  | 7  | 20 | 45 | -25  |

| Fecha 1           | Fecha 1   | Fecha 1               | Fecha 1                         | Fecha 1         | Fecha 1 | Fecha 1         |
| Local             | Resultado | Visitante             | Lugar                           | Fecha           | Hora    | Transmisión     |
| ----------------- | --------- | --------------------- | ------------------------------- | --------------- | ------- | --------------- |
| U. Manizales      | 5 : 2     | Tigres del Quindío    | Coliseo Jorge Arango Uribe      | 2 de septiembre | 20:00   | Sin transmisión |
| Es Fútsal         | 2 : 4     | Atlético Cauca        | Coliseo de Dosquebradas         | 4 de septiembre | 10:00   | Sin transmisión |
| Club Lyon de Cali | 2 : 2     | Leones de Nariño      | Coliseo Mariano Ramos           | 4 de septiembre | 13:00   | Sin transmisión |
| ICSIN             | 5 : 2     | C.D. B/ventura Fútsal | Coliseo Carlos Alberto Bejarano | 15 de octubre   | 13:30   | Sin transmisión |

| Fecha 2               | Fecha 2   | Fecha 2           | Fecha 2                        | Fecha 2          | Fecha 2 | Fecha 2         |
| Local                 | Resultado | Visitante         | Lugar                          | Fecha            | Hora    | Transmisión     |
| --------------------- | --------- | ----------------- | ------------------------------ | ---------------- | ------- | --------------- |
| Leones de Nariño      | 10 : 4    | ICSIN             | Coliseo Sergio Antonio Ruano   | 9 de septiembre  | 20:00   | Sin transmisión |
| Atlético Cauca        | 0 : 2     | U. Manizales      | Coliseo Tulcán                 | 10 de septiembre | 19:00   | Sin transmisión |
| C.D. B/ventura Fútsal | 5 : 4     | Es Fútsal         | Coliseo Roberto Lozano Batalla | 11 de septiembre | 19:10   | Sin transmisión |
| Tigres del Quindío    | 2 : 5     | Club Lyon de Cali | Coliseo del Café               | 14 de septiembre | 20:00   | Sin transmisión |

| Fecha 3               | Fecha 3   | Fecha 3            | Fecha 3                         | Fecha 3          | Fecha 3 | Fecha 3         |
| Local                 | Resultado | Visitante          | Lugar                           | Fecha            | Hora    | Transmisión     |
| --------------------- | --------- | ------------------ | ------------------------------- | ---------------- | ------- | --------------- |
| C.D. B/ventura Fútsal | 6 : 6     | Atlético Cauca     | Coliseo Roberto Lozano Batalla  | 16 de septiembre | 19:00   | Sin transmisión |
| Es Fútsal             | 5 : 8     | Leones de Nariño   | Coliseo de Dosquebradas         | 17 de septiembre | 19:00   | Sin transmisión |
| Club Lyon de Cali     | 3 : 3     | U. Manizales       | Coliseo Mariano Ramos           | 17 de septiembre | 20:00   | Sin transmisión |
| ICSIN                 | 5 : 3     | Tigres del Quindío | Coliseo Carlos Alberto Bejarano | 18 de septiembre | 13:30   | Sin transmisión |

| Fecha 4            | Fecha 4   | Fecha 4               | Fecha 4                      | Fecha 4          | Fecha 4 | Fecha 4         |
| Local              | Resultado | Visitante             | Lugar                        | Fecha            | Hora    | Transmisión     |
| ------------------ | --------- | --------------------- | ---------------------------- | ---------------- | ------- | --------------- |
| Atlético Cauca     | 1 : 1     | Club Lyon de Cali     | Coliseo Tulcán               | 24 de septiembre | 20:00   | Sin transmisión |
| Tigres del Quindío | 5 : 4     | Es Fútsal             | Coliseo del Sur              | 24 de septiembre | 20:00   | Sin transmisión |
| Leones de Nariño   | 6 : 3     | C.D. B/ventura Fútsal | Coliseo Sergio Antonio Ruano | 24 de septiembre | 20:00   | Sin transmisión |
| U. Manizales       | 3 : 3     | ICSIN                 | Coliseo Jorge Arango Uribe   | 25 de septiembre | 10:10   | Win Sports+     |

| Fecha 5               | Fecha 5   | Fecha 5            | Fecha 5                         | Fecha 5          | Fecha 5 | Fecha 5         |
| Local                 | Resultado | Visitante          | Lugar                           | Fecha            | Hora    | Transmisión     |
| --------------------- | --------- | ------------------ | ------------------------------- | ---------------- | ------- | --------------- |
| Es Fútsal             | 2 : 10    | U. Manizales       | Coliseo de Dosquebradas         | 29 de septiembre | 20:00   | Sin transmisión |
| C.D. B/ventura Fútsal | 2 : 4     | Tigres del Quindío | Coliseo Roberto Lozano Batalla  | 1 de octubre     | 19:00   | Sin transmisión |
| Leones de Nariño      | 6 : 3     | Atlético Cauca     | Coliseo Sergio Antonio Ruano    | 1 de octubre     | 20:00   | Sin transmisión |
| ICSIN                 | 5 : 4     | Club Lyon de Cali  | Coliseo Carlos Alberto Bejarano | 2 de octubre     | 13:00   | Sin transmisión |

| Fecha 6            | Fecha 6   | Fecha 6               | Fecha 6                         | Fecha 6       | Fecha 6 | Fecha 6         |
| Local              | Resultado | Visitante             | Lugar                           | Fecha         | Hora    | Transmisión     |
| ------------------ | --------- | --------------------- | ------------------------------- | ------------- | ------- | --------------- |
| Tigres del Quindío | 3 : 3     | Leones de Nariño      | Coliseo del Café                | 7 de octubre  | 20:00   | Sin transmisión |
| Club Lyon de Cali  | 7 : 1     | Es Fútsal             | Coliseo Mariano Ramos           | 8 de octubre  | 19:30   | Sin transmisión |
| ICSIN              | 7 : 1     | Atlético Cauca        | Coliseo Carlos Alberto Bejarano | 10 de octubre | 17:30   | Sin transmisión |
| U. Manizales       | 12 : 2    | C.D. B/ventura Fútsal | Coliseo Jorge Arango Uribe      | 13 de octubre | 18:00   | Sin transmisión |

| Fecha 7               | Fecha 7   | Fecha 7            | Fecha 7                        | Fecha 7       | Fecha 7 | Fecha 7         |
| Local                 | Resultado | Visitante          | Lugar                          | Fecha         | Hora    | Transmisión     |
| --------------------- | --------- | ------------------ | ------------------------------ | ------------- | ------- | --------------- |
| Leones de Nariño      | 6 : 4     | U. Manizales       | Coliseo Sergio Antonio Ruano   | 21 de octubre | 20:00   | Sin transmisión |
| Es Fútsal             | 2 : 6     | ICSIN              | Coliseo de Dosquebradas        | 22 de octubre | 18:00   | Sin transmisión |
| C.D. B/ventura Fútsal | 0 : 4     | Club Lyon de Cali  | Coliseo Roberto Lozano Batalla | 23 de octubre | 19:00   | Sin transmisión |
| Atlético Cauca        | 1 : 3     | Tigres del Quindío | Coliseo Tulcán                 | 23 de octubre | 19:00   | Sin transmisión |

## Fase final
|  | Octavos de Final      | Octavos de Final      | Octavos de Final | Octavos de Final |    |                       | Cuartos de Final | Cuartos de Final | Cuartos de Final | Cuartos de Final |  |                    | Semifinales | Semifinales | Semifinales | Semifinales |                  |   | Final | Final | Final | Final |
|  |                       |                       |                  |                  |    |                       |                  |                  |                  |                  |  |                    |             |             |             |             |                  |   |       |       |       |       |
|  | C.D. Utrahuilca       | 4                     | 9                | 13               |    |                       |                  |                  |                  |                  |  |                    |             |             |             |             |                  |   |       |       |       |       |
|  | U. Sergio Arboleda    | 2                     | 1                | 3                |    |                       |                  |                  |                  |                  |  |                    |             |             |             |             |                  |   |       |       |       |       |
|  | U. Sergio Arboleda    | 2                     | 1                | 3                |    | C.D. Utrahuilca       | 3                | 4                | 7                |                  |  |                    |             |             |             |             |                  |   |       |       |       |       |
|  |                       |                       |                  |                  |    | C.D. Utrahuilca       | 3                | 4                | 7                |                  |  |                    |             |             |             |             |                  |   |       |       |       |       |
|  |                       | U. Manizales          | 6                | 4                | 10 |                       |                  |                  |                  |                  |  |                    |             |             |             |             |                  |   |       |       |       |       |
|  | ICSIN                 | U. Manizales          | 6                | 4                | 10 | 3                     | 2                | 5                |                  |                  |  |                    |             |             |             |             |                  |   |       |       |       |       |
|  | ICSIN                 |                       |                  |                  |    | 3                     | 2                | 5                |                  |                  |  |                    |             |             |             |             |                  |   |       |       |       |       |
|  | U. Manizales          | 4                     | 3                | 7                |    |                       |                  |                  |                  |                  |  |                    |             |             |             |             |                  |   |       |       |       |       |
|  | U. Manizales          | 4                     | 3                | 7                |    |                       |                  |                  |                  |                  |  | U. Manizales       | 3           | 3           | 6           |             |                  |   |       |       |       |       |
|  |                       |                       |                  |                  |    |                       |                  |                  |                  |                  |  | U. Manizales       | 3           | 3           | 6           |             |                  |   |       |       |       |       |
|  |                       | Leones de Nariño      | 3                | 6                | 9  |                       |                  |                  |                  |                  |  |                    |             |             |             |             |                  |   |       |       |       |       |
|  | Leones de Nariño      | Leones de Nariño      | 3                | 6                | 9  | 2                     | 6                | 8                |                  |                  |  |                    |             |             |             |             |                  |   |       |       |       |       |
|  | Leones de Nariño      |                       |                  |                  |    | 2                     | 6                | 8                |                  |                  |  |                    |             |             |             |             |                  |   |       |       |       |       |
|  | Ind Barranquilla      | 2                     | 3                | 5                |    |                       |                  |                  |                  |                  |  |                    |             |             |             |             |                  |   |       |       |       |       |
|  | Ind Barranquilla      | 2                     | 3                | 5                |    | Leones de Nariño      | 2                | 5                | 7                |                  |  |                    |             |             |             |             |                  |   |       |       |       |       |
|  |                       |                       |                  |                  |    | Leones de Nariño      | 2                | 5                | 7                |                  |  |                    |             |             |             |             |                  |   |       |       |       |       |
|  |                       | Real Antioquia        | 1                | 5                | 6  |                       |                  |                  |                  |                  |  |                    |             |             |             |             |                  |   |       |       |       |       |
|  | Carmen Del Viboral    | Real Antioquia        | 1                | 5                | 6  | 1                     | 2                | 3                |                  |                  |  |                    |             |             |             |             |                  |   |       |       |       |       |
|  | Carmen Del Viboral    |                       |                  |                  |    | 1                     | 2                | 3                |                  |                  |  |                    |             |             |             |             |                  |   |       |       |       |       |
|  | Real Antioquia        | 3                     | 6                | 9                |    |                       |                  |                  |                  |                  |  |                    |             |             |             |             |                  |   |       |       |       |       |
|  | Real Antioquia        | 3                     | 6                | 9                |    |                       |                  |                  |                  |                  |  |                    |             |             |             |             | Leones de Nariño | 4 | 8     | 12    |       |       |
|  |                       |                       |                  |                  |    |                       |                  |                  |                  |                  |  |                    |             |             |             |             |                  | 4 | 8     | 12    |       |       |
|  |                       | Estrellas del Deporte | 2                | 6                | 8  |                       |                  |                  |                  |                  |  |                    |             |             |             |             |                  |   |       |       |       |       |
|  | B/quilleros FC        | Estrellas del Deporte | 2                | 6                | 8  | 3                     | 4                | 7                |                  |                  |  |                    |             |             |             |             |                  |   |       |       |       |       |
|  | B/quilleros FC        |                       |                  |                  |    | 3                     | 4                | 7                |                  |                  |  |                    |             |             |             |             |                  |   |       |       |       |       |
|  | Gremio Samario        | 3                     | 2                | 5                |    |                       |                  |                  |                  |                  |  |                    |             |             |             |             |                  |   |       |       |       |       |
|  | Gremio Samario        | 3                     | 2                | 5                |    | B/quilleros FC        | 2                | 5                | 7                |                  |  |                    |             |             |             |             |                  |   |       |       |       |       |
|  |                       |                       |                  |                  |    | B/quilleros FC        | 2                | 5                | 7                |                  |  |                    |             |             |             |             |                  |   |       |       |       |       |
|  |                       | Futsal Rionegro       | 5                | 0                | 5  |                       |                  |                  |                  |                  |  |                    |             |             |             |             |                  |   |       |       |       |       |
|  | Futsal Rionegro       | Futsal Rionegro       | 5                | 0                | 5  | 3                     | 6                | 9                |                  |                  |  |                    |             |             |             |             |                  |   |       |       |       |       |
|  | Futsal Rionegro       |                       |                  |                  |    | 3                     | 6                | 9                |                  |                  |  |                    |             |             |             |             |                  |   |       |       |       |       |
|  | Club Sabaneros FC     | 2                     | 4                | 6                |    |                       |                  |                  |                  |                  |  |                    |             |             |             |             |                  |   |       |       |       |       |
|  | Club Sabaneros FC     | 2                     | 4                | 6                |    |                       |                  |                  |                  |                  |  | Barranquilleros FC | 2           | 2           | 4           |             |                  |   |       |       |       |       |
|  |                       |                       |                  |                  |    |                       |                  |                  |                  |                  |  | Barranquilleros FC | 2           | 2           | 4           |             |                  |   |       |       |       |       |
|  |                       | Estrellas del Deporte | 3                | 2                | 5  |                       |                  |                  |                  |                  |  |                    |             |             |             |             |                  |   |       |       |       |       |
|  | Estrellas del Deporte | Estrellas del Deporte | 3                | 2                | 5  | 6                     | 7                | 13               |                  |                  |  |                    |             |             |             |             |                  |   |       |       |       |       |
|  | Estrellas del Deporte |                       |                  |                  |    | 6                     | 7                | 13               |                  |                  |  |                    |             |             |             |             |                  |   |       |       |       |       |
|  | Club Lyon de Cali     | 4                     | 5                | 9                |    |                       |                  |                  |                  |                  |  |                    |             |             |             |             |                  |   |       |       |       |       |
|  | Club Lyon de Cali     | 4                     | 5                | 9                |    | Estrellas del Deporte | 5                | 10               | 15               |                  |  |                    |             |             |             |             |                  |   |       |       |       |       |
|  |                       |                       |                  |                  |    | Estrellas del Deporte | 5                | 10               | 15               |                  |  |                    |             |             |             |             |                  |   |       |       |       |       |
|  |                       | Sport Team Club       | 1                | 9                | 10 |                       |                  |                  |                  |                  |  |                    |             |             |             |             |                  |   |       |       |       |       |
|  | Sport Team Club       | Sport Team Club       | 1                | 9                | 10 | 4                     | 3                | 7                |                  |                  |  |                    |             |             |             |             |                  |   |       |       |       |       |
|  | Sport Team Club       |                       |                  |                  |    | 4                     | 3                | 7                |                  |                  |  |                    |             |             |             |             |                  |   |       |       |       |       |
|  | Saeta                 | 2                     | 3                | 5                |    |                       |                  |                  |                  |                  |  |                    |             |             |             |             |                  |   |       |       |       |       |

### Octavos de final
| Octavos de final (Ida) | Octavos de final (Ida) | Octavos de final (Ida) | Octavos de final (Ida)        | Octavos de final (Ida) | Octavos de final (Ida) | Octavos de final (Ida) |
| Local                  | Resultado              | Visitante              | Lugar                         | Fecha                  | Hora                   | Transmisión            |
| ---------------------- | ---------------------- | ---------------------- | ----------------------------- | ---------------------- | ---------------------- | ---------------------- |
| Ind Barranquilla       | 2 : 2                  | Leones de Nariño       | Coliseo Sugar Baby Rojas      | 28 de octubre          | 19:30                  | Sin transmisión        |
| Real Antioquia         | 3 : 1                  | El Carmen del Viboral  | Coliseo Tulio Ospina          | 28 de octubre          | 19:30                  | Sin transmisión        |
| Gremio Samario         | 3 : 3                  | Barranquilleros FC     | Coliseo del Buen Vivir        | 28 de octubre          | 20:15                  | Sin transmisión        |
| U. Manizales           | 4 : 3                  | ICSIN                  | Coliseo Jorge Arango Uribe    | 29 de octubre          | 10:15                  | Sin transmisión        |
| Club Lyon de Cali      | 4 : 6                  | Estrellas del Deporte  | Coliseo Mariano Ramos         | 29 de octubre          | 20:00                  | Sin transmisión        |
| Club Sabaneros FC      | 2 : 3                  | Futsal Rionegro        | Polideportivo de Las Delicias | 30 de octubre          | 14:00                  | Sin transmisión        |
| U. Sergio Arboleda     | 2 : 4                  | C.D. Utrahuilca        | Coliseo Cayetano Cañizares    | 30 de octubre          | 20:30                  | Sin transmisión        |
| Saeta                  | 2 : 4                  | Sport Team Club        | Coliseo Cayetano Cañizares    | 31 de octubre          | 17:40                  | Win Sports+            |

| Octavos de final (Vuelta) | Octavos de final (Vuelta) | Octavos de final (Vuelta) | Octavos de final (Vuelta)        | Octavos de final (Vuelta) | Octavos de final (Vuelta) | Octavos de final (Vuelta) |
| Local                     | Resultado                 | Visitante                 | Lugar                            | Fecha                     | Hora                      | Transmisión               |
| ------------------------- | ------------------------- | ------------------------- | -------------------------------- | ------------------------- | ------------------------- | ------------------------- |
| C.D. Utrahuilca           | 9 : 1                     | U. Sergio Arboleda        | Coliseo Álvaro Sánchez Silva     | 4 de noviembre            | 15:00                     | Sin transmisión           |
| Estrellas del Deporte     | 7 : 5                     | Club Lyon de Cali         | Coliseo Toto Hernández           | 4 de noviembre            | 19:30                     | Sin transmisión           |
| Leones de Nariño          | 6 : 3                     | Ind Barranquilla          | Coliseo Sergio Antonio Ruano     | 4 de noviembre            | 20:00                     | Sin transmisión           |
| Barranquilleros FC        | 4 : 2                     | Gremio Samario            | Coliseo Sugar Baby Rojas         | 4 de noviembre            | 20:00                     | Win Sports+               |
| El Carmen del Viboral     | 2 : 6                     | Real Antioquia            | Coliseo de El Carmen del Viboral | 5 de noviembre            | 19:30                     | Sin transmisión           |
| ICSIN                     | 2 : 3                     | U. Manizales              | Coliseo Carlos Alberto Bejarano  | 6 de noviembre            | 13:30                     | Sin transmisión           |
| Sport Team Club           | 3 : 3                     | Saeta                     | Coliseo Cayetano Cañizares       | 7 de noviembre            | 16:30                     | Sin transmisión           |
| Futsal Rionegro           | 6 : 4                     | Club Sabaneros FC         | Coliseo Iván Ramiro Córdoba      | 7 de noviembre            | 19:00                     | Sin transmisión           |

### Cuartos de final
| Cuartos de final (Ida) | Cuartos de final (Ida) | Cuartos de final (Ida) | Cuartos de final (Ida)      | Cuartos de final (Ida) | Cuartos de final (Ida) | Cuartos de final (Ida) |
| Local                  | Resultado              | Visitante              | Lugar                       | Fecha                  | Hora                   | Transmisión            |
| ---------------------- | ---------------------- | ---------------------- | --------------------------- | ---------------------- | ---------------------- | ---------------------- |
| U. Manizales           | 6 : 3                  | C.D. Utrahuilca        | Coliseo Jorge Arango Uribe  | 11 de noviembre        | 19:30                  | Sin transmisión        |
| Futsal Rionegro        | 5 : 2                  | Barranquilleros FC     | Coliseo Iván Ramiro Córdoba | 11 de noviembre        | 20:00                  | Sin transmisión        |
| Real Antioquia         | 1 : 2                  | Leones de Nariño       | Coliseo Tulio Ospina        | 12 de noviembre        | 10:00                  | Win Sports+            |
| Sport Team Club        | 1 : 5                  | Estrellas del Deporte  | Coliseo Cayetano Cañizares  | 14 de noviembre        | 20:15                  | Win Sports+            |

| Cuartos de final (Vuelta) | Cuartos de final (Vuelta) | Cuartos de final (Vuelta) | Cuartos de final (Vuelta)    | Cuartos de final (Vuelta) | Cuartos de final (Vuelta) | Cuartos de final (Vuelta) |
| Local                     | Resultado                 | Visitante                 | Lugar                        | Fecha                     | Hora                      | Transmisión               |
| ------------------------- | ------------------------- | ------------------------- | ---------------------------- | ------------------------- | ------------------------- | ------------------------- |
| Barranquilleros FC        | 5 : 0                     | Futsal Rionegro           | Coliseo Sugar Baby Rojas     | 19 de noviembre           | 18:15                     | Win Sports+               |
| Estrellas del Deporte     | 10 : 9                    | Sport Team Club           | Coliseo Toto Hernández       | 19 de noviembre           | 20:00                     | Sin transmisión           |
| C.D. Utrahuilca           | 4 : 4                     | U. Manizales              | Coliseo Álvaro Sánchez Silva | 20 de noviembre           | 16:15                     | Win Sports+               |
| Leones de Nariño          | 5 : 5                     | Real Antioquia            | Coliseo Sergio Antonio Ruano | 20 de noviembre           | 18:00                     | Sin transmisión           |

### Semifinales
| Semifinales (Ida)     | Semifinales (Ida) | Semifinales (Ida)  | Semifinales (Ida)            | Semifinales (Ida) | Semifinales (Ida) | Semifinales (Ida) |
| Local                 | Resultado         | Visitante          | Lugar                        | Fecha             | Hora              | Transmisión       |
| --------------------- | ----------------- | ------------------ | ---------------------------- | ----------------- | ----------------- | ----------------- |
| Leones de Nariño      | 3 : 3             | U. Manizales       | Coliseo Sergio Antonio Ruano | 3 de diciembre    | 14:15             | Win Sports+       |
| Estrellas del Deporte | 3 : 2             | Barranquilleros FC | Coliseo Toto Hernández       | 5 de diciembre    | 18:15             | Win Sports+       |

| Semifinales (Vuelta) | Semifinales (Vuelta) | Semifinales (Vuelta)  | Semifinales (Vuelta)       | Semifinales (Vuelta) | Semifinales (Vuelta) | Semifinales (Vuelta) |
| Local                | Resultado            | Visitante             | Lugar                      | Fecha                | Hora                 | Transmisión          |
| -------------------- | -------------------- | --------------------- | -------------------------- | -------------------- | -------------------- | -------------------- |
| U. Manizales         | 3 : 6                | Leones de Nariño      | Coliseo Jorge Arango Uribe | 8 de diciembre       | 15:40                | Win Sports+          |
| Barranquilleros FC   | 2 : 2                | Estrellas del Deporte | Coliseo Sugar Baby Rojas   | 8 de diciembre       | 18:10                | Win Sports+          |

### Final
| Final (Ida)           | Final (Ida) | Final (Ida)      | Final (Ida)            | Final (Ida)     | Final (Ida) | Final (Ida) |
| Local                 | Resultado   | Visitante        | Lugar                  | Fecha           | Hora        | Transmisión |
| --------------------- | ----------- | ---------------- | ---------------------- | --------------- | ----------- | ----------- |
| Estrellas del Deporte | 2 : 4       | Leones de Nariño | Coliseo Toto Hernández | 11 de diciembre | 19:15       | Win Sports+ |

| Final (Vuelta)   | Final (Vuelta) | Final (Vuelta)        | Final (Vuelta)               | Final (Vuelta)  | Final (Vuelta) | Final (Vuelta) |
| Local            | Resultado      | Visitante             | Lugar                        | Fecha           | Hora           | Transmisión    |
| ---------------- | -------------- | --------------------- | ---------------------------- | --------------- | -------------- | -------------- |
| Leones de Nariño | 8 : 6          | Estrellas del Deporte | Coliseo Sergio Antonio Ruano | 17 de diciembre | 17:30          | Win Sports+    |

|                                     |
|                                     |
| Campeón Leones de Nariño 2.º título |